# Louisa John-Krol
Louisa John-Krol (Junortoun, 1966) è una musicista australiana di Melbourne del genere folk/pop romantico - descritto come "un romantico etereo fatato pop" dall'artista stessa. Ha inciso sei album, originariamente con l'etichetta tedesca Hyperium records e più recentemente con l'etichetta francese Prikosnovénie meglio conosciuta come Etichetta del Mondo delle Fate..
È coinvolta in numerosi progetti di collaborazione con altri artisti, incluse due colonne sonore. Louisa John-Krol è spesso paragonata a Loreena McKennitt ed a Kate Bush.
Tutti i testi delle sue canzoni attingono dalle fiabe sulle fate e dalla letteratura in generale. Ha lavorato come storyteller per molti anni
Louisa si è esibita a Mons in Belgio al festival "Trolls et Légendes" insieme ai Daemonia Nymphe ed ai Qntal.

## Discografia
- Argo (Evolving Disc, 1996)
- Alexandria (nessuna etichetta, 1998)
- Ariel (Prikosnovénie, 2001)
- Alabaster (Prikosnovénie, 2003)
- Apple Pentacle (Prikosnovénie, 2005)
- Alexandria (ripubblicato con l'etichetta Forest Of the Fae, 2008)
- Djinn (Prikosnovénie, 2008)

## Collaborazioni
- Love Sessions (2002) con Daemonia Nymphe, Gor & Lys
- Artemis Asphodel (2004) con Saaroth
- Spyros Giasafakis (2004) con Christian Wolz (di Daemonia Nymphe)
- Ghost Fish (2005) con Daemonia Nymphe e Nikodemos Triaridis
- Stella Maris (2005) con Alquimia e Kerstin Blodig
- Wintersilence (2004) con Mathias Grassow
- I Hear the Water Dreaming (2005) con Oöphoi e Mark Krol
- Destroying the World to Save It (2005) con Ikon